# Skarð (Islanda)
Skarð è un piccolo villaggio e una parrocchia nel comune di Rangárþing ytra, situato nel sud-ovest dell'Islanda. Il villaggio è raggiungibile con la Sprengisandur e sorge a nordovest dell'Hekla.
L'attuale chiesa di Skarð fu costruita nel 1931. La parrocchia condivide il parroco con altre quattro parrocchie (Árbæjar, Haga, Kálfholts, Marteinstungu). Questa parrocchia e la relativa chiesa sono indicate anche col nome di "Skarðskirkja á Landi" per evitare la confusione con altri luoghi di nome Skarð. L'originale chiesa cattolica era dedicata all'Arcangelo Michele.